# García III. (Navarra)
García III. der von Nájera (spanisch García el de Nájera; † 15. September 1054 bei Atapuerca), war von 1035 bis 1054 König von Navarra aus dem Haus Jiménez.

## Leben
García war der älteste Sohn von Sancho III. dem Großen, König von Navarra, Aragón und Kastilien. Beim Tod seines Vaters zerfiel dessen Reich unter seinen Söhnen. García kam als ältester legitimer Sohn auf den navarresischen Thron, während sein älterer illegitimer Halbbruder Ramiro I. die Thronfolge in Aragón antrat. Sein Bruder Gonzalo regierte in Ribagorza und Sobrarbe, Ferdinand I. in Kastilien und der Ehemann seiner Schwester Jimena, Bermudo III. in León. Die Folgezeit war von Streitigkeiten um diese Erbteilung bestimmt.
Im Jahr 1037 bot García seinem Bruder Ferdinand die militärische Unterstützung gegen dessen Schwager Bermudo III. von León an und kämpfte mit in der siegreichen Schlacht von Tamarón, in der Bermudo getötet wurde und die Ferdinand auf den Thron von León verhalf. Die geleistete Hilfe war entscheidend für die Aufteilung der Grafschaft Kastilien unter den beiden Brüdern. García weitete die Grenzen seines Königreichs bis an die Bucht von Santander aus, dabei praktisch das gesamte baskische Territorium einschließend, während sich Ferdinand Leóns bemächtigte.

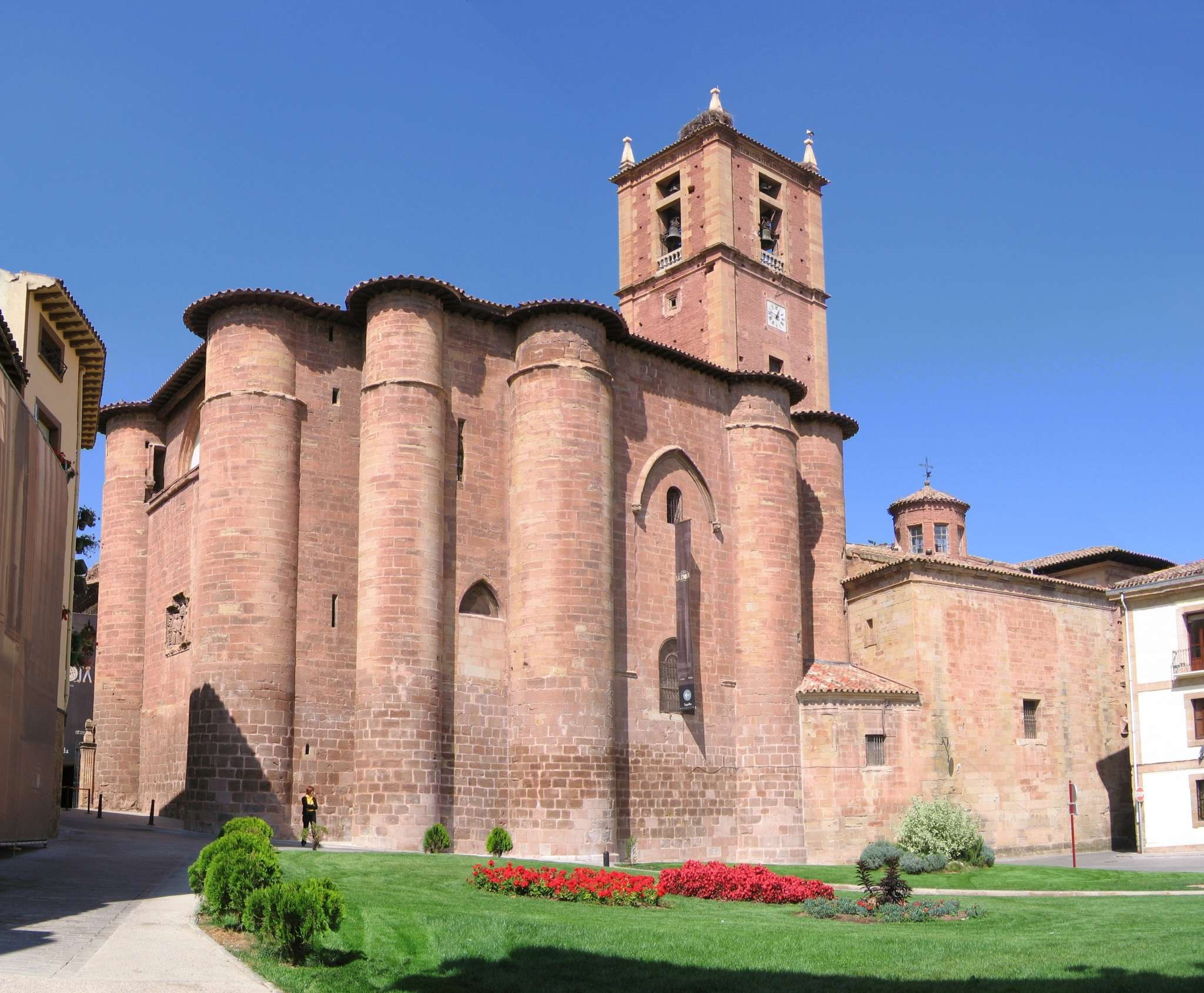
Ehem. Benediktinerkloster Santa María la Real de Nájera

Im Jahr 1038 heiratete er Estefanía de Foix, Tochter Bernard Rogers, des mächtigen Grafen von Foix und Bigorre, der er als Morgengabe neben anderen Gütern die ambabus Cambaribus schenkte, ein heute als Tierra de Cameros bekanntes bergiges und vorwiegend für Viehwirtschaft geeignetes Gebiet in der mittleren Rioja.
Im Jahr 1043 besiegte er seinen Bruder Ramiro I. in Tafalla. Die Schwäche der Taifa-Königreiche nutzte er erfolgreich dazu, sein Herrschaftsgebiet zu vergrößern, und eroberte im Jahr 1045 die Stadt Calahorra. Sieben Jahre später gründete er in Nájera das Kloster Santa María la Real de Nájera, nach dem er auch seinen Beinamen erhielt.
Im Jahr 1054 marschierte er im Streit mit seinem Bruder Ferdinand um die Aufteilung der kastilischen Gebiete in dessen Ländereien ein. In der folgenden Schlacht von Atapuerca unterlag er einem Heer Ferdinands. García wurde im Verlauf der Schlacht von einem kastilischen Adligen getötet. Bestattet wurde er in dem von ihm gegründeten Kloster Santa María la Real de Nájera.

## Kinder
Mit seiner Gattin Estefanía de Foix hatte er neun Kinder:
- Sancho IV. Garcés el de Peñalén (* 1040; † 1076), König von Navarra, ⚭ mit Placencia; er musste die Lehnshoheit seines Onkels Ferdinand über Navarra anerkennen;
- Urraca Garcés († nach 1095) ⚭ mit Graf García Ordóñez de Nájera (Gegner von El Cid);
- Ermesinda Garcés († nach 1110), ⚭ mit Fortún Sánchez, Herr von Yarnoz; 
  - Laut einer Urkunde der Abtei San Salvador de Leire aus dem Jahr 1079 war sie am Mord an ihrem Bruder beteiligt.[4]
- Ramiro Garcés († 6. Januar 1083), Herr von Calahorra, ⚭ mit Teresa;
  - Wurde als Unterhändler Alfons’ VI. von León von dem maurischen Kastellan von Rueda ermordet.[5]
- Fernando Garcés († 1068), Herr von Bucesta, ⚭ mit Nuña de Vizcaya;
  - Begründer des Hauses Luna.
- Ramón Garcés el Fratricida („der Brudermörder“, † nach 1079), Herr von Murillo und Cameros;
  - Ermordete 1076 seinen Bruder und floh nach Saragossa.[6]
- Jimena Garcés († nach 1085);
- Mayor Garcés († nach 1115), Herrin von Yanguas, Atayo und Velilla, ⚭ mit Graf Guido II. von Mâcon;
- Sancha Garcés († um 1065).

Außerdem hatte er von unbekannten Mätressen drei uneheliche Kinder, darunter:
- Mencia Garcés (* 1020/30; † 1073), ⚭ Fortún Ochoaz, Herr von Los Cameros;
- Sancho Garcés (* 1030/35; † 1074), Herr von Uncastillo und Sangüesa, ⚭ mit Constanza.